# Spilosoma hirayamae
Spilosoma hirayamae là một loài bướm đêm thuộc phân họ Arctiinae, họ Erebidae.